# Soul Intent
I Soul Intent sono stati un gruppo hip hop statunitense, originario di Detroit e in attività nei primi anni novanta.
Fu la prima esperienza di Eminem da rapper, prima del piccolo esordio solista nel 1996. Ne faceva parte con il nome di M&M, abbreviazione del suo nome di battesimo, Marshall Mathers, poi semplificato. Insieme a lui c'erano anche Proof, defunto membro dei D12, e DJ Butterfingers.
Poco si sa della loro attività discografica, anche se per la Mashin' Duck Records avevano pubblicato nel 1995 un singolo, "Fucking Backstabber". Fu pubblicato in un miniCD, insieme alla b-side "Biterphobia". Il gruppo non spese molto per la produzione, e perciò le due tracce sono costituite perlopiù di campionamenti di altre registrazioni. Il nastro originale è stato stampato in pochissime copie, e in seguito è stato messo all'asta su eBay per 700 dollari.
"Fucking Backstabber" è un attacco diretto al rapper afroamericano Champtown, anche lui di Detroit. In passato aveva collaborato con il celebre collega, anche per alcuni video musicali. All'epoca Eminem pensava che Champtown stesse cercando di sottrargli la fidanzata Kim Scott, e questi sospetti lo indussero a comporre la canzone. Le sue basi sono campionamenti da "On The D.L." dei Pharcyde, ma anche di riff di pianoforte e sassofono su batterie rock. "Biterphobia" è leggermente diversa e abbastanza sincopata, eseguita su alcuni scratch e con un campionamento di chitarra da "Heaven On Their Minds", canzone dalla colonna sonora del film Jesus Christ Superstar.I Soul Intent fornirono canzoni come demon inside e what color is soul però incomplete.
La loro collaborazione non durò molto infatti nell 1996 i Soul Intent si sciolsero, a causa di screzi dei due rapper con DJ Butterfingers. Un anno dopo Eminem registrò con The Funky Bass Team (F.B.T.) The Slim Shady EP. Fu proprio questo EP che convinse Dr. Dre a lanciare Eminem, che volò in California per cominciare le prime registrazioni con la Interscope Records e la Aftermath Entertainment.